# IDLE (Python)
IDLE est un environnement de développement intégré pour le langage Python. Il n'est pas inclus dans le paquet Python pour de nombreuses distributions Linux. Il est intégralement écrit avec Python et la bibliothèque graphique Tkinter.
IDLE signifie « Integrated DeveLopment Environment » (« environnement de développement intégré », en français) selon Guido van Rossum. D'autre part, Python étant ainsi appelé en référence à la troupe de comiques britanniques Monty Python, le nom IDLE pourrait être une référence à Eric Idle, un membre fondateur de la troupe.

## Fonctionnalités
Les principales fonctionnalités de IDLE sont :
- l'éditeur de texte avec coloration syntaxique, l'autocomplétion, l'indentation ;
- le terminal Python avec coloration syntaxique ;
- le débogueur intégré avec avancement par étape, point d'arrêts persistants et pile d'appels.